# Estação Mitras
A Estação Mitras é uma das estações do Metrorrey, situada em Monterrei, entre a Estação Alfonso Reyes e a Estação Simón Bolívar. Administrada pela STC Metrorrey, faz parte da Linha 1.
Foi inaugurada em 25 de abril de 1991. Localiza-se no cruzamento da Avenida Rodrigo Gómez com a Avenida Ruiz Cortinez. Atende os bairros Mitras Norte e Central.